# Elmer (Unternehmen)
Die Elmer-Unternehmensgruppe (Eigenschreibweise: Elmer Gruppe) besteht aus 13 rechtlich selbständigen Vertriebsgesellschaften und ist ein Fachgroßhändler in der Sanitär-Heizung-Klimabranche. Das mittelständische Familienunternehmen beschäftigt mehr als 1600 Mitarbeiter an über 90 Standorten.

## Geschichte
Am 1. Juli 1965 gründete Karl Elmer den gleichnamigen Sanitär- und Heizungsfachgroßhandel in Warendorf. Mit der Eröffnung der zweiten Filiale in Bönen begann 1977 die Filialisierung des Unternehmens. Kurze Zeit später wurde das Haus Bönen die erste rechtlich selbstständige Vertriebsgesellschaft Elmer GmbH & Co. KG Rheine.

### Wachstum
1982 entstand die Elmer GmbH & Co. KG Bottrop und damit eine weitere Vertriebsgesellschaft mit Filiale. Zusätzlich wurde ein 22.000 m² großes Zentrallager gebaut, welches einen maßgeblichen Grundstein für die Entwicklung des Kernabsatzgebiets in NRW legte. Das Unternehmen konnte 1988 den Wettbewerber Zimmer und Kellermann GmbH aus Düsseldorf vollständig übernehmen. In Rheine wurde 1993 unter einer weiteren Vertriebsgesellschaft Elmer GmbH & Co. KG Rheine das zweite Zentrallager errichtet.
1996 übernahm die Unternehmensgruppe den bisherigen Mitbewerber Dornberg-Steiner in Köln, der seitdem als eigenständige Vertriebsgesellschaft Elmer GmbH & Co. KG Köln agiert. Die Elmer-Logistik wurde 1998 gegründet und das neue 20.000 m² große Zentrallager in Dormagen erbaut und in Betrieb genommen.
1999 beteiligte sich die Elmer Gruppe am Familienunternehmen Menge aus Mönchengladbach. In den Süden weitete die Elmer Gruppe 2001 ihre Aktivität mit der Beteiligung am Fachgroßhandel Schmitz aus Bonn aus. Die Firma Tigges + Zepke GmbH & Co. KG kam als weiteres familiengeführtes Unternehmen 2007 in die Elmer-Gruppe.
2012 wurde das bisher größte Zentrallager mit einer Fläche von ca. 40.000 m² in Rheda-Wiedenbrück gebaut.
Die Unternehmensgruppe wuchs 2013 mit dem Sanitär und Heizungsfachgroßhandel Reichwald Haustechnik & Co. KG um eine weitere Vertriebsgesellschaft. Im darauffolgenden Jahr konnte das Wachstum mit der Beteiligung am Großhandel Otto Bechem & Co. KG aus Essen weiter vorangetrieben werden.
Ende 2015 erfolgte eine Mehrheitsbeteiligung der Unternehmensgruppe am Sanitärgroßhandel Reinshagen & Schröder aus Remscheid. 2020 begann die Logistik- und IT-Kooperation zwischen der Elmer Gruppe und Vetter & Engels Haustechnik GmbH & Co. KG. Seit 2020 existiert die Geschäftseinheit Elmer Digital mit Sitz in Mönchengladbach, die im Bereich des E-Commerce für die gesamte Elmer Gruppe aktiv ist.

## Struktur und Tätigkeitsfelder
Das Unternehmen ist auf das Handwerk als Hauptabnehmer ausgerichtet und die Gruppe verfügt über insgesamt 90 Abholmärkte mit Artikeln des täglichen Profi-Bedarfs direkt zum Mitnehmen. Viele der Standorte sind direkt an eine Badausstellung angeschlossen.
Als Großhandelsunternehmen vertreibt die Elmer-Gruppe Produkte ausschließlich an konzessionierte Fachhandwerker. Das Sortiment aus den Bereichen Sanitär, Heizung und Klima umfasst insgesamt mehr als 9 Millionen Lagerartikel von über 270 Lieferanten und Markenherstellern. Darüber hinaus werden die Exklusivmarken sanibel, comfort by sanibel, 4YOU und Arto vertrieben.

## Badausstellungen
Unter der Marke badpunkt.de werden die über 40 Badausstellungen der Elmer Gruppe geführt.

## Belege
1. ↑  https://www.elmer.de/karriere
2. ↑  Elmer-Gruppe – ein starker Verbund. Abgerufen am 22. November 2021.
3. ↑  Logistik: zuverlässig und schnell. Abgerufen am 22. November 2021.
4. ↑  Sortiment für Sanitär, Heizung und Klima. Abgerufen am 22. November 2021.
5. ↑  Sanibel – die Exklusivmarke der Elmer-Gruppe. Abgerufen am 22. November 2021.
6. ↑  badpunkt.de - Badezimmer Inspiration, Beratung, Planung und Realisierung. Abgerufen am 8. März 2023 (deutsch).